# Supercoppa spagnola 2023 (pallavolo maschile)
La Supercoppa spagnola 2023, 26ª edizione della Supercoppa nazionale di pallavolo maschile, si è svolta il 1º ottobre 2023: al torneo hanno partecipato due squadre di club spagnole e la vittoria finale è andata per la terza volta al Guaguas.

## Regolamento
La formula ha previsto una gara unica.

## Squadre partecipanti
| Squadra         | Qualificazione                                     |
| --------------- | -------------------------------------------------- |
| Guaguas         | Vincitrice Superliga de Voleibol Masculina 2022-23 |
| Río Duero Soria | Vincitrice Coppa del Re 2022-23                    |

## Torneo
| 1º ottobre 2023 Centro de Deportes, Las Palmas Durata: 2h:30 - Spettatori: 520 | Guaguas | 3 - 2 | Río Duero Soria | 23-25, 25-20, 25-19, 22-25, 15-8 |